# Chiesa dei Santi Cosma e Damiano (Alcamo)
La chiesa dei Santi Cosma e Damiano (impropriamente chiamata anche chiesa di santa Chiara) è una chiesa cattolica che si trova ad Alcamo, in provincia di Trapani.

## Storia
La chiesa venne edificata intorno al 1500 e ricostruita in forme barocche tra il 1721 e il 1725 su progetto di fra Giuseppe Mariani da Pistoia.

## Descrizione
L'edificio è a pianta centrale e presenta un tamburo che ricalca all'interno la forma dell'aula a pianta esagonale, mentre le cappelle votive sono delimitate da pilastri d'ordine corinzio. Ispirandosi molto probabilmente alla chiesa romana di Sant'Ivo alla Sapienza dell'architetto Francesco Borromini, essa è un rilevante esempio di barocco siciliano.

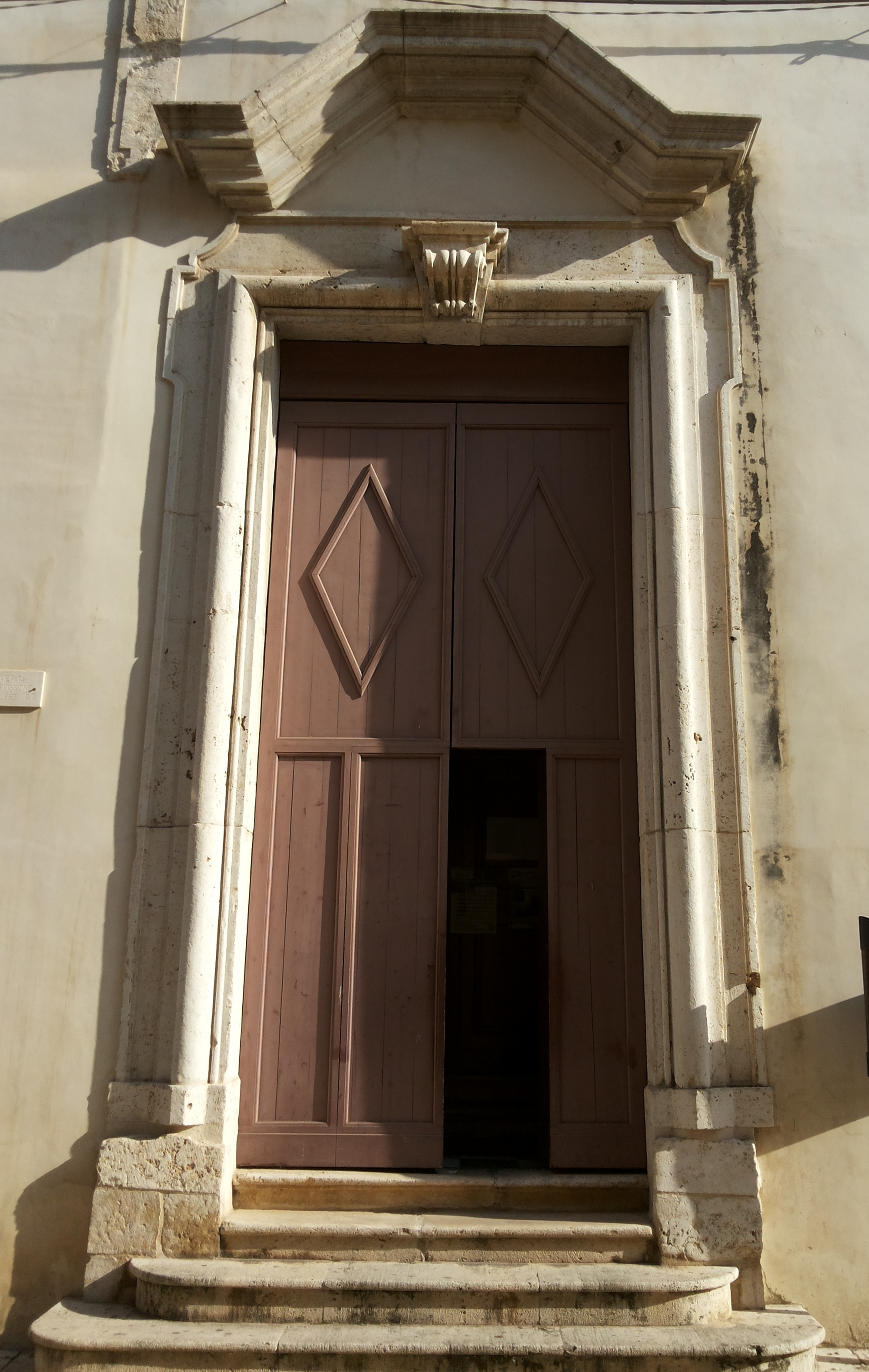
Ingresso alla chiesa
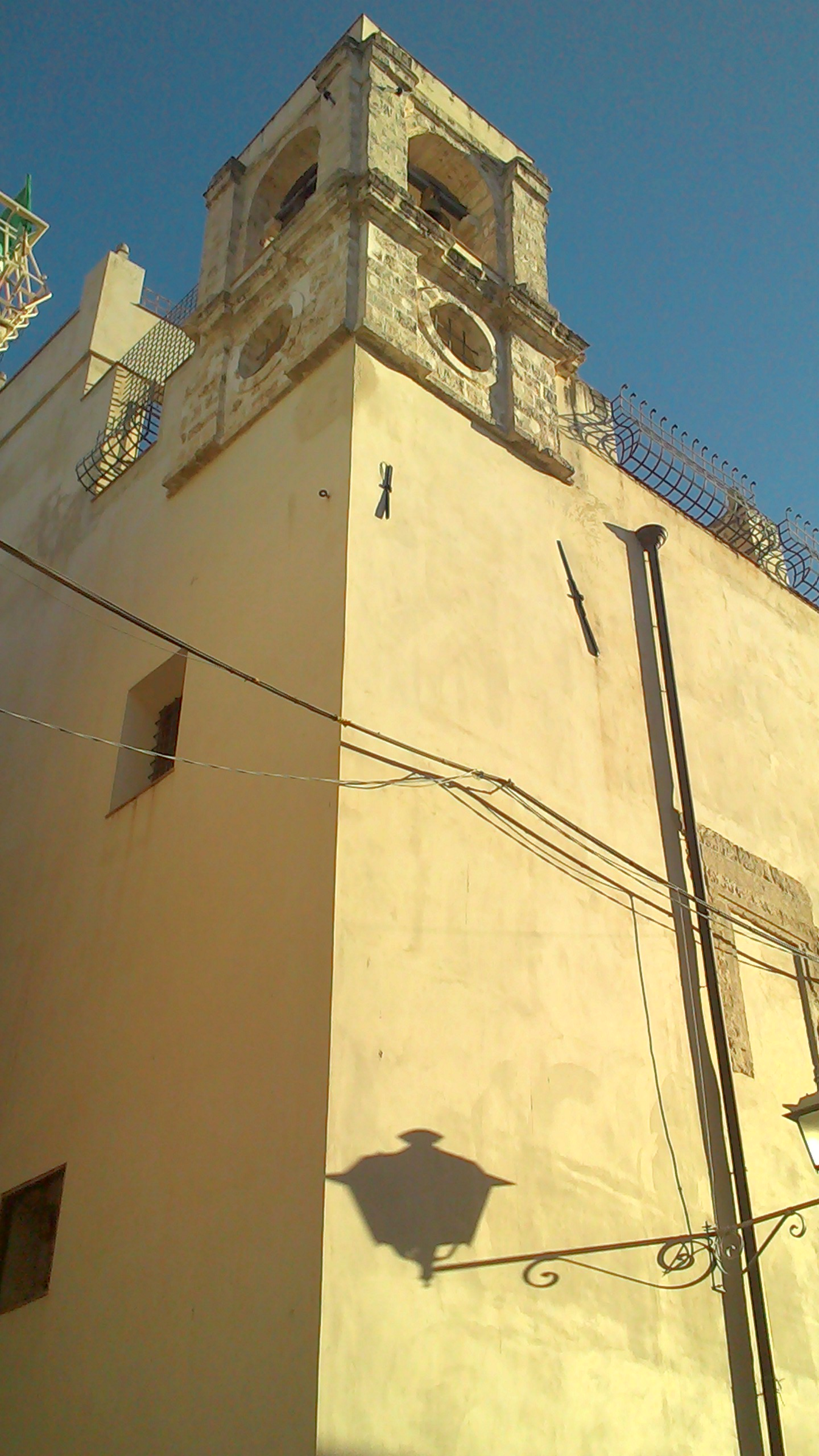
Campanile
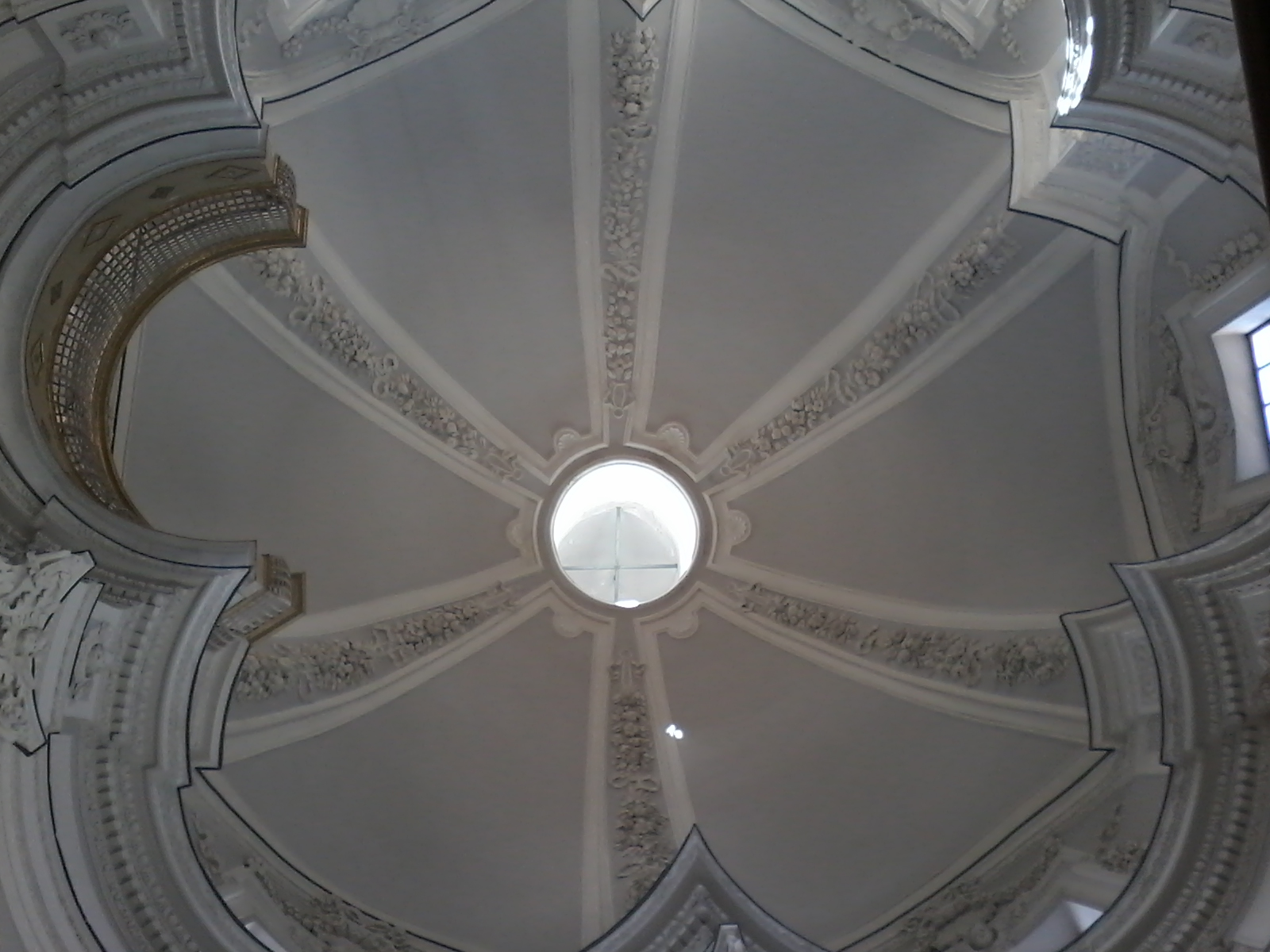
Soffitto
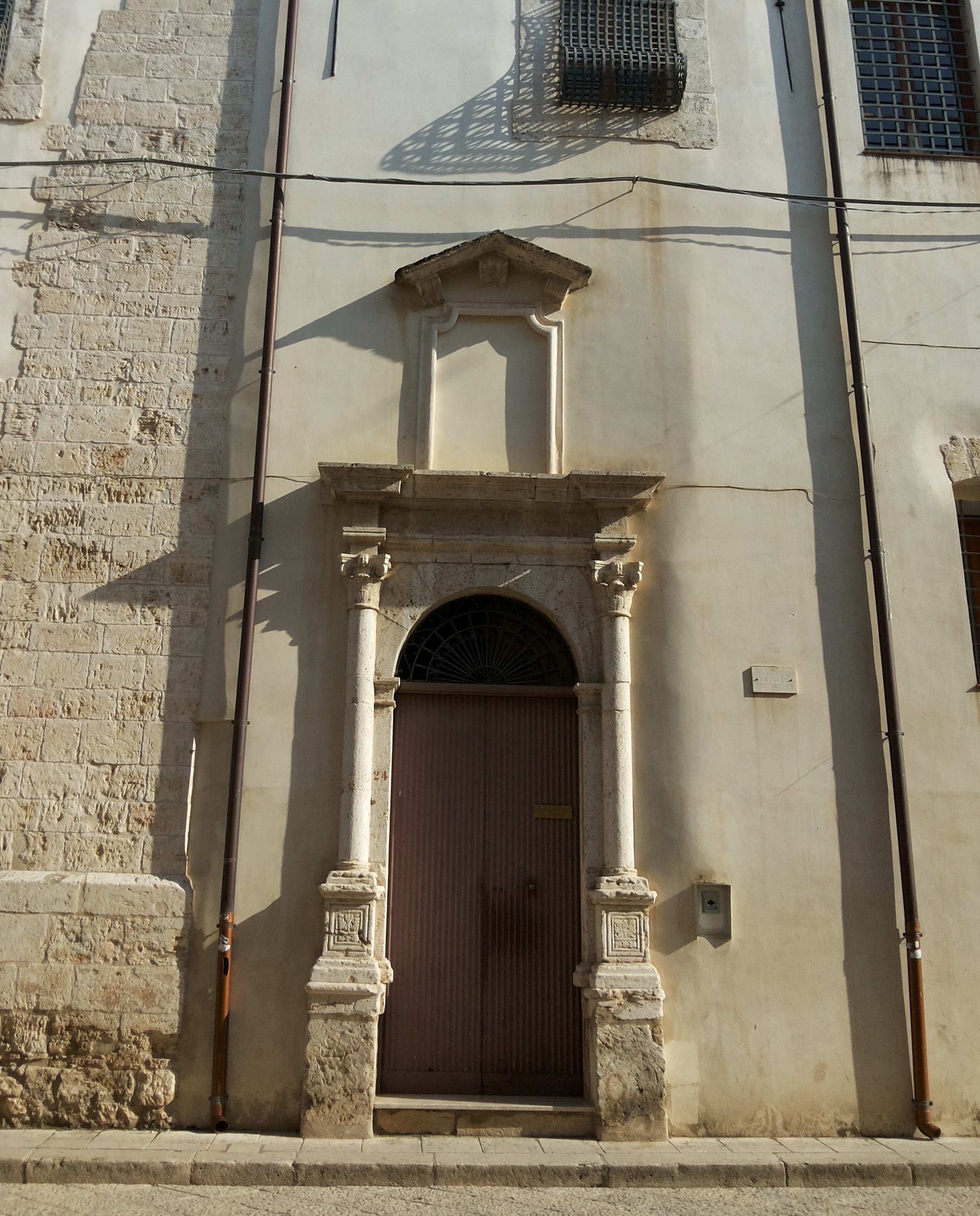
Ingresso del monastero di Santa Chiara

### Il monastero di Santa Chiara
Il monastero di santa Chiara di Alcamo è attiguo alla chiesa dei Santi Cosma e Damiano e fu annesso alla chiesa negli anni 1545-1547.
Nel 1545 tre nobili sorelle (Antonina, Angela e Alberta Mompilieri), assieme ad altre devote istituirono un monastero di Clarisse ed ebbero assegnata la chiesa adiacente dei Santi Cosma e Damiano.
A seguito delle leggi del 1866 venne confiscata l'ala occidentale, che per quasi cento anni è stata la sede di una scuola elementare; nel 1958 fu demolita e vi fu costruita la sede centrale delle Poste Italiane. Pochi anni fa le suore hanno riacquistato il primo piano di questo edificio, grazie alle somme raccolte presso i fedeli e qualche altro contributo.
Le clarisse di tale monastero, oltre a partecipare con i loro canti alle celebrazioni religiose in chiesa, hanno contribuito alla nascita e alla rifioritura di altri monasteri in Sicilia e in Sardegna.
Inoltre svolgevano delle attività artigianali come la confezione di dolci e la creazione di oggetti in ceroplastica e smaltoplastica.
Attualmente, invece, si occupano della creazione di paramenti sacri in seta, ricamati con fili d'oro e d'argento, oppure abbelliti con gemme e pezzi di corallo, preparano le ostie per diverse chiese.

### Opere
L'interno, organicamente disposto nei suoi vari elementi, è abbellito dagli stucchi di Francesco Guastella e Vincenzo Perez (della scuola del Serpotta) del 1722, ai quali si aggiunsero nel 1757 quelli realizzati da Gabriele Messina.
All'interno della chiesa sono presenti inoltre:
- due dipinti su tela del pittore fiammingo Guglielmo Borremans: in uno dei dipinti (sull'altare maggiore) è raffigurata l'Immacolata, nell'altro (sul secondo altare a destra) la Madonna che presenta il Bambino Gesù a santa Chiara (1722);[2]
- un crocifisso in legno del Seicento, sul secondo altare a sinistra;[2]
- due dipinti del trapanese Andrea Carrera (del XVII secolo) che rappresentano la Madonna del Rosario (primo altare a sinistra, 1658) e la Madonna degli Angeli (secondo altare a destra,1669);[2]
- due statue del 1722 scolpite da Giacomo Serpotta rappresentanti la Giustizia e la Carità.[2]

All'interno del monastero si trovano:
- la Madonna di Passavia, dipinto ad olio su tela di Giuseppe Renda
- statuette in legno ed alabastro (san Francesco d'Assisi e Santa Chiara) della prima metà del '700
- alcune opere in ceroplastica e smaltoplastica

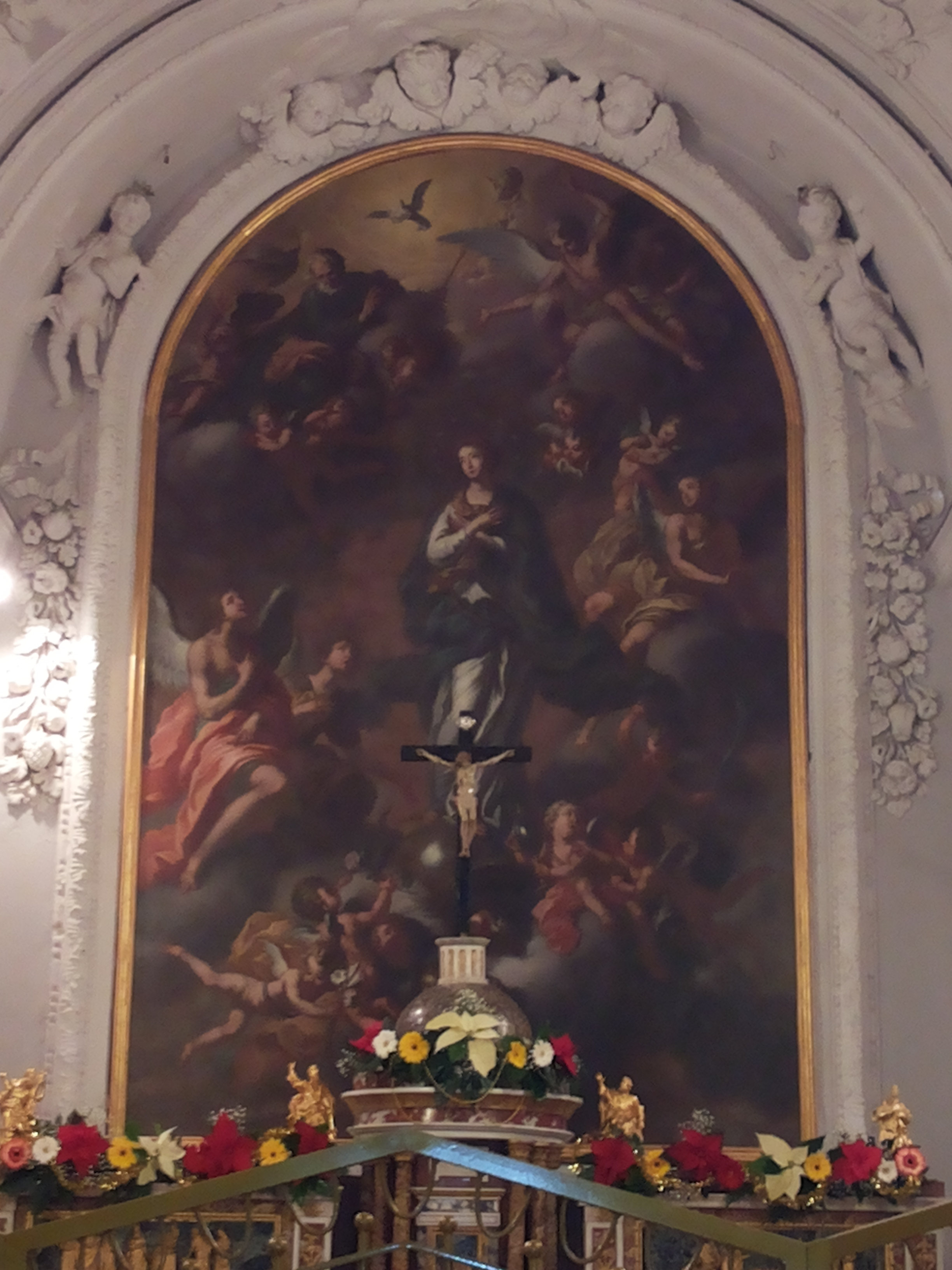
L'Immacolata di G.Borremans
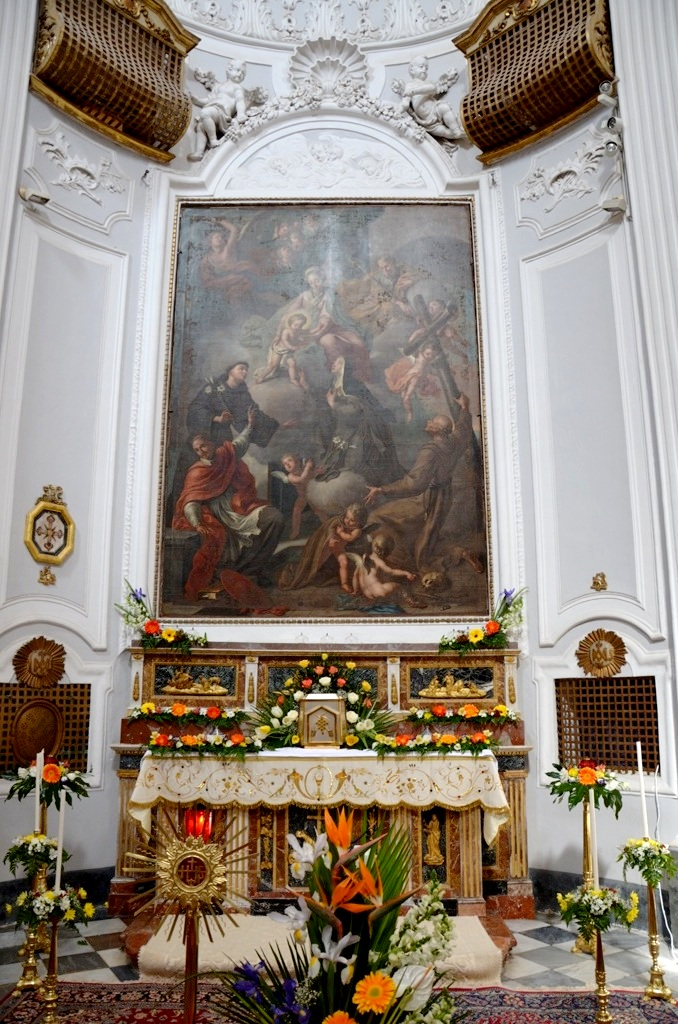
Presentazione del Bambino Gesù a Santa Chiara di G.Borremans (1722)
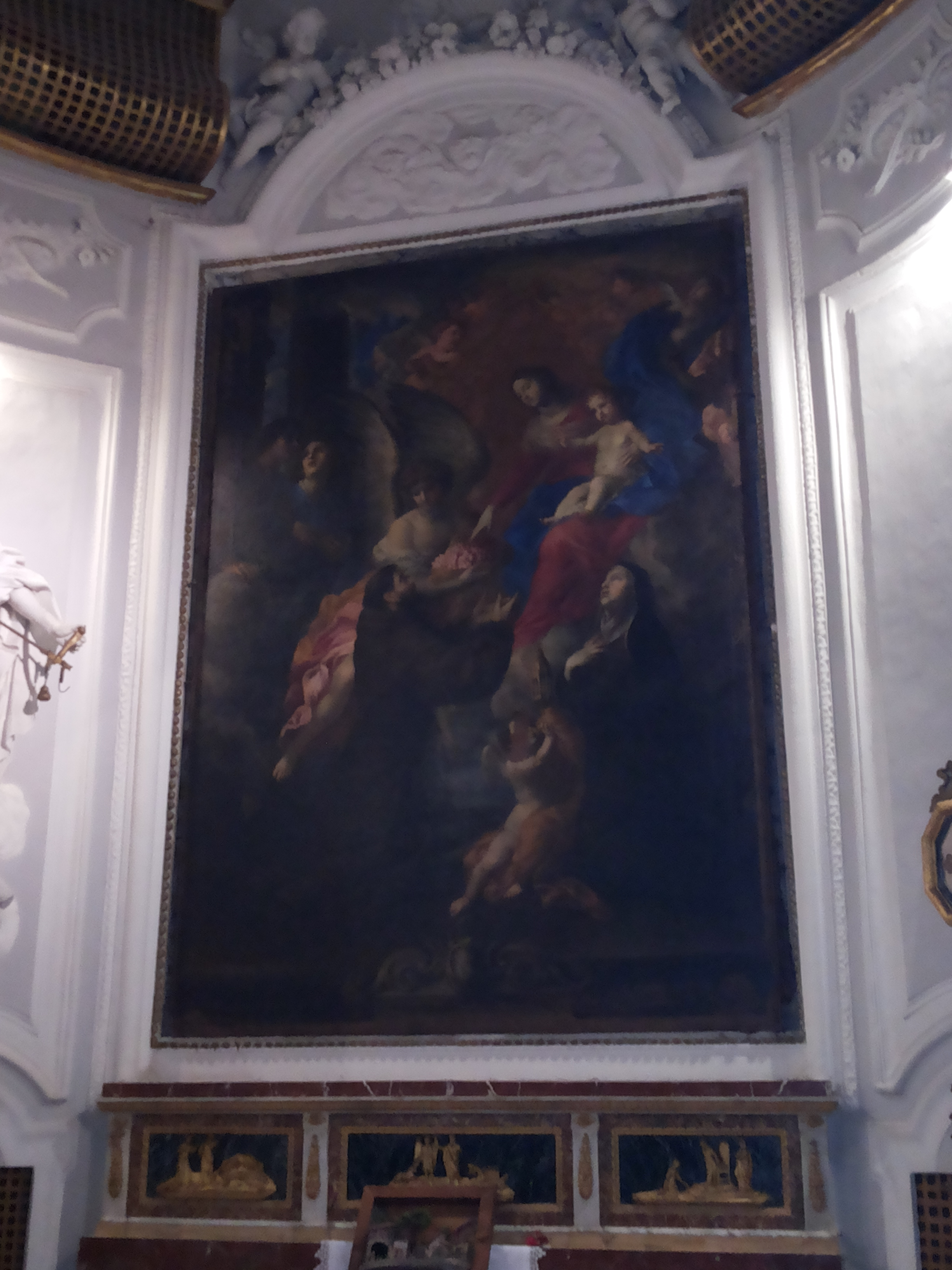
Madonna degli Angeli (1669)
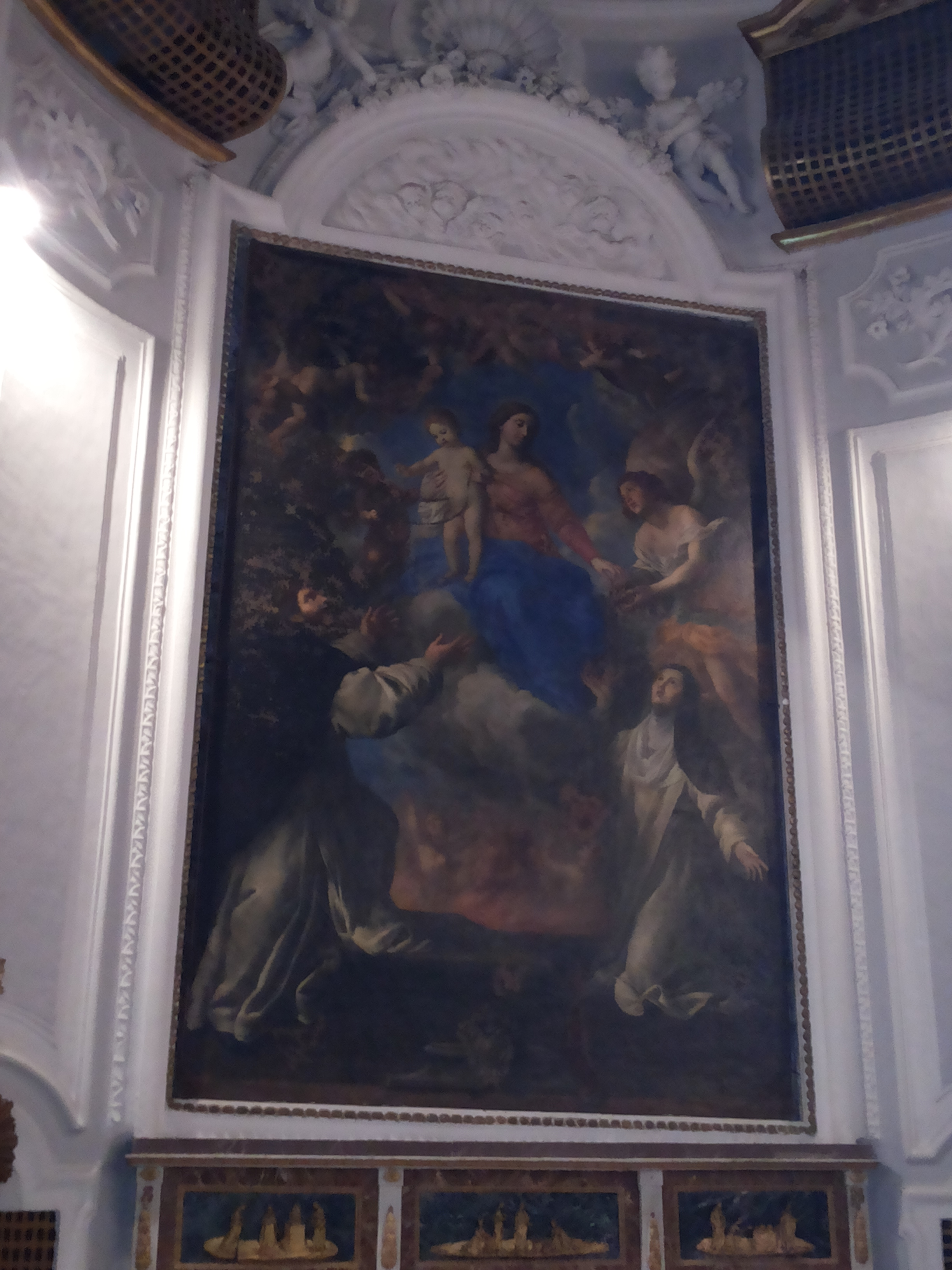
Madonna del Rosario di Andrea Carrera (1658)
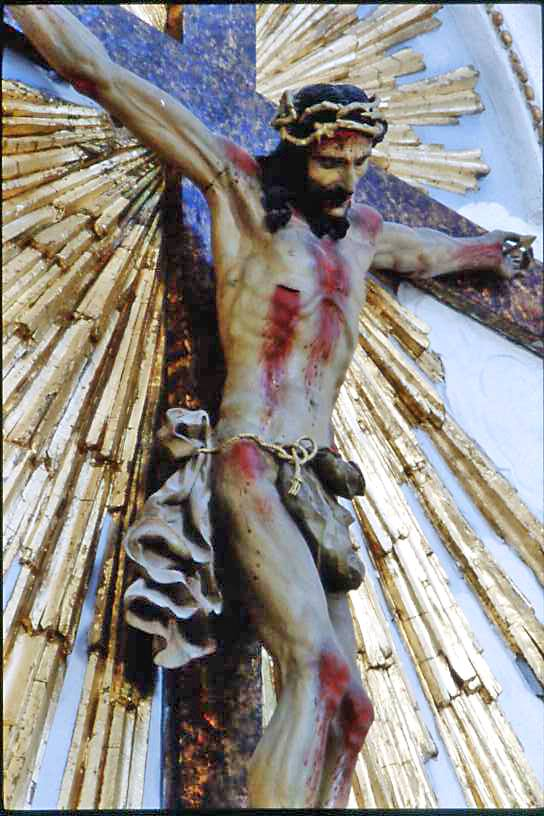
Crocifisso in legno
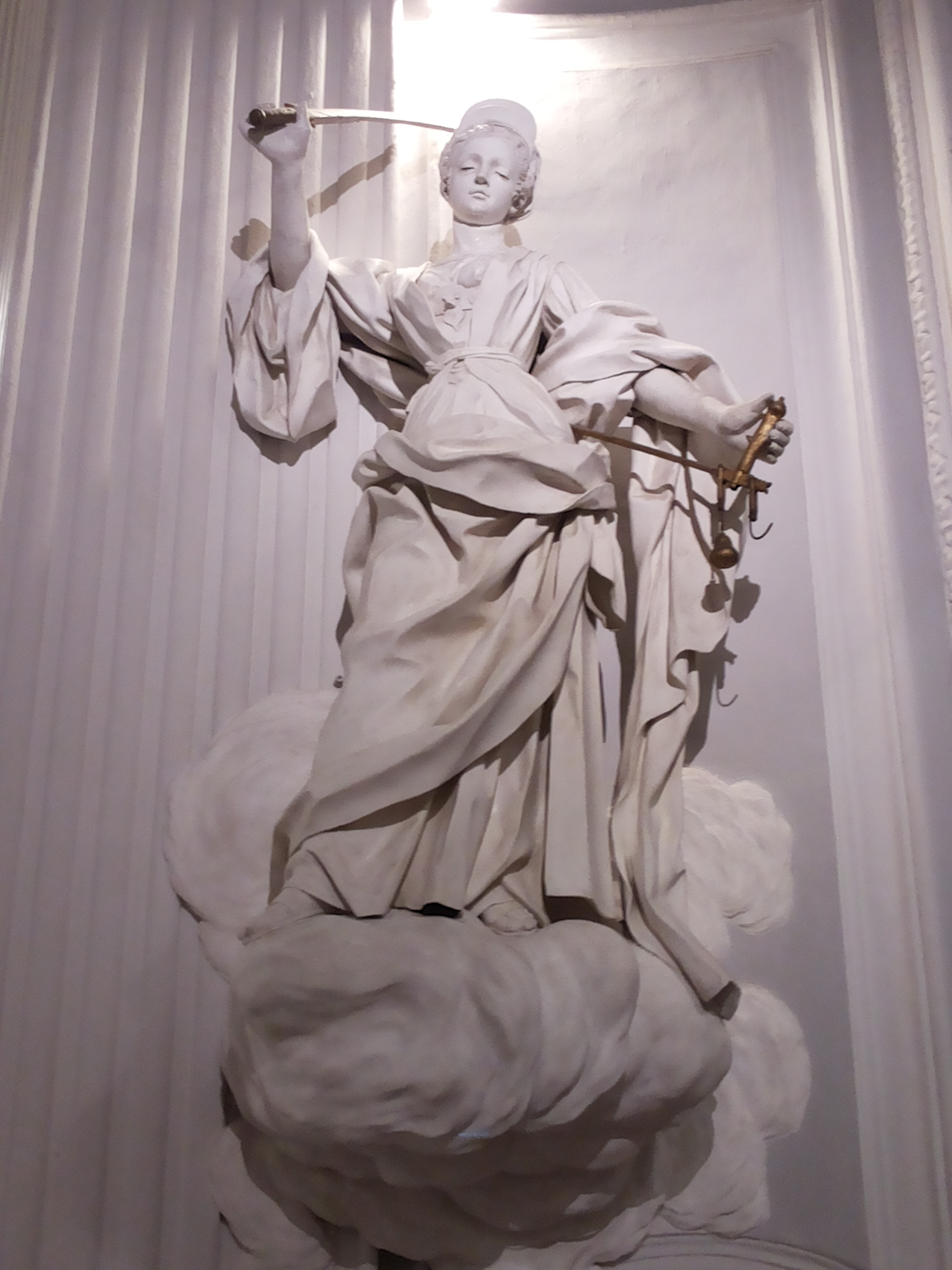
La Giustizia
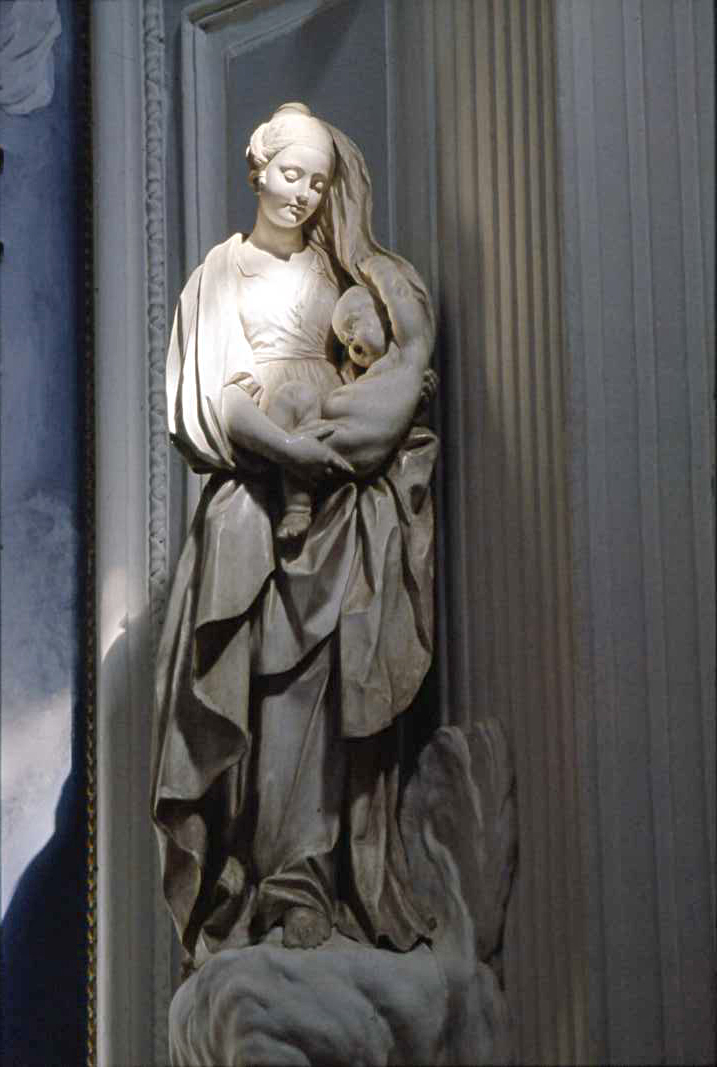
La Carità

### Statue del Serpotta
Ai lati dell'abside si trovano due statue di stucco, sostenute da dei piani d'appoggio a forma di nuvole: una rappresenta la Giustizia, l'altra la Carità o Pietà. Esse furono realizzate nel 1722 da Giacomo Serpotta per conto del monastero di Santa Chiara e sono belle, delicate, e piene di fascino sensuale.
La Giustizia, la virtù fondamentale a capo dei rapporti umani, è rappresentata da una figura femminile dal volto serenamente severo; con la mano destra tiene una bilancia a stadera (a indicare un giudizio giusto e ponderato) e con la sinistra, invece, una spada, simbolo della giustizia inflessibile ma equa.
La Carità (1722) rappresenta invece una giovane sposa, in atto contemplativo, che tiene in grembo il figlioletto che piange perché vuole il latte materno. Secondo alcuni, ella sorride di pietà e invece di rattristarsi al piangere del bambino, gioisce forse per il fatto che egli abbia questo impellente stimolo della fame e indugia ancora, invece di accontentarlo.
La Carità, con il suo atteggiamento d'affetto e pazienza,  si affianca alla Giustizia con la serenità e severità presenti nella sua espressione. Il Serpotta, in questo modo, voleva raffigurare al meglio i sentimenti di pietà e di giustizia.